# أندرياس آخينباخ
أندرياس آخينباخ (بالألمانية: Andreas Achenbach)‏ (و. 1815 – 1910 م) هو رسام من ألمانيا. ولد في كاسل.
وهو عضو في الأكاديمية الملكية السويدية للفنون .
توفي في دوسلدورف.

## أعمال بارزة
من أهم أعماله:
- Watermill in a Wooded Landscape with Rainy Weather.

## معرض صور

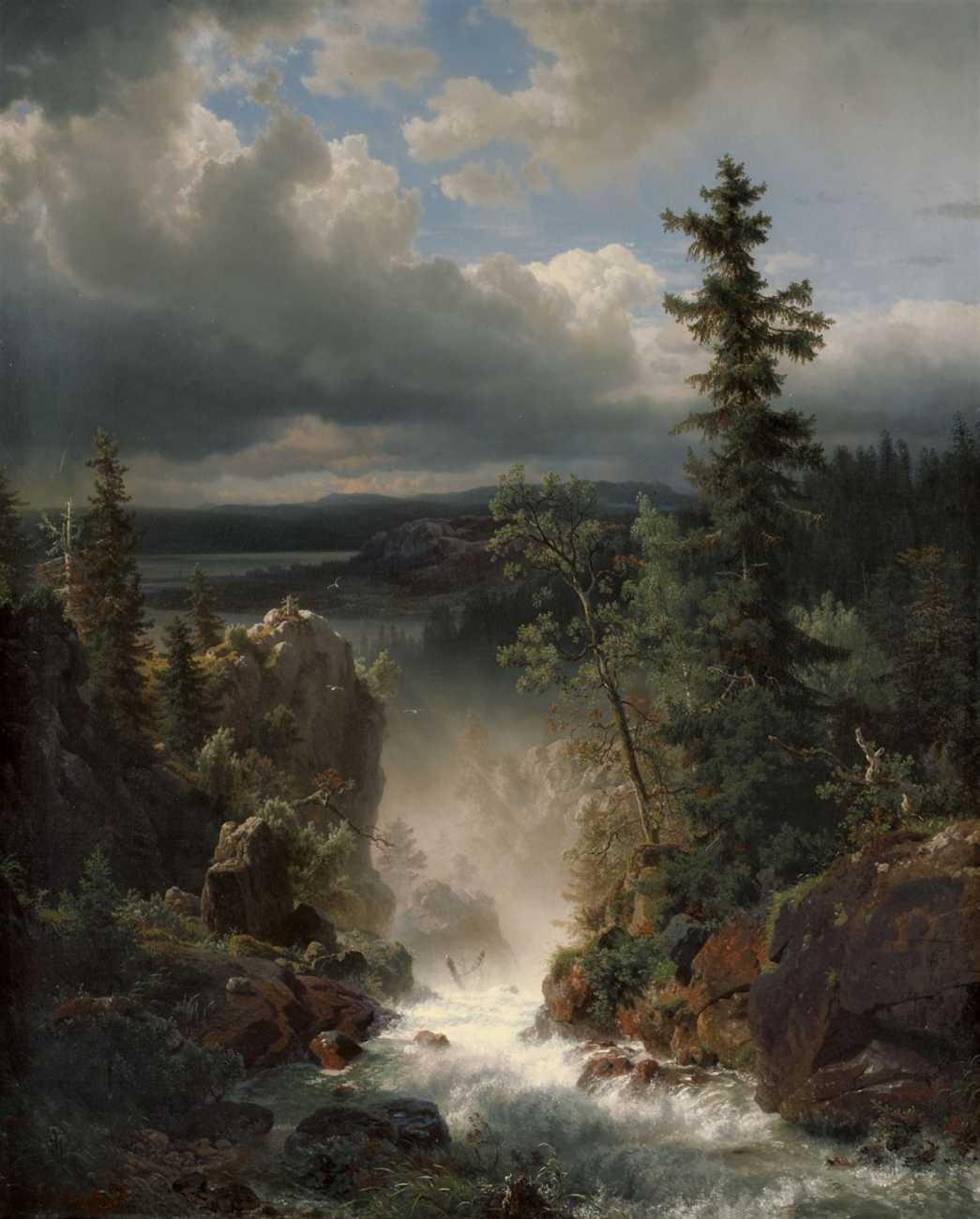
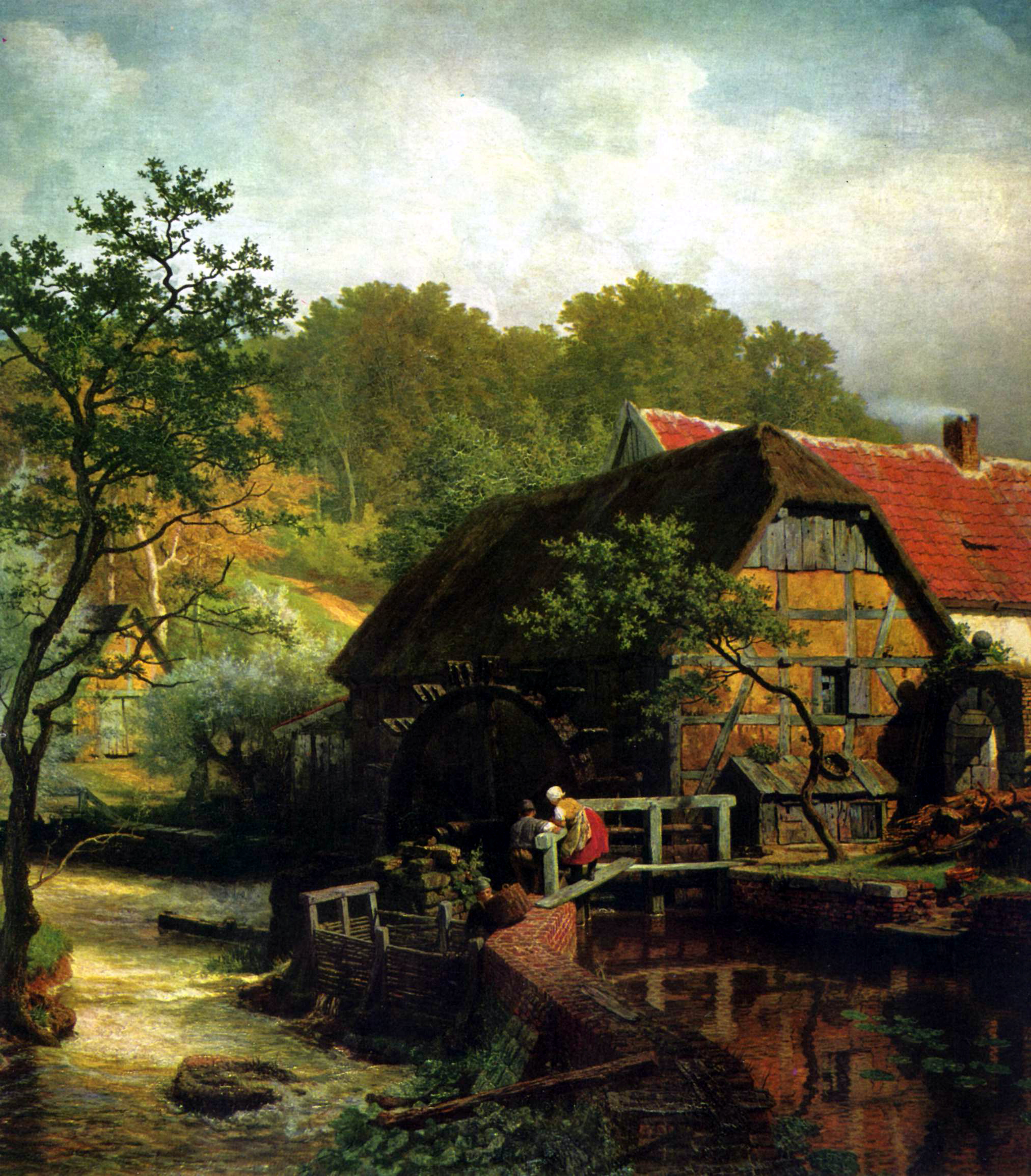
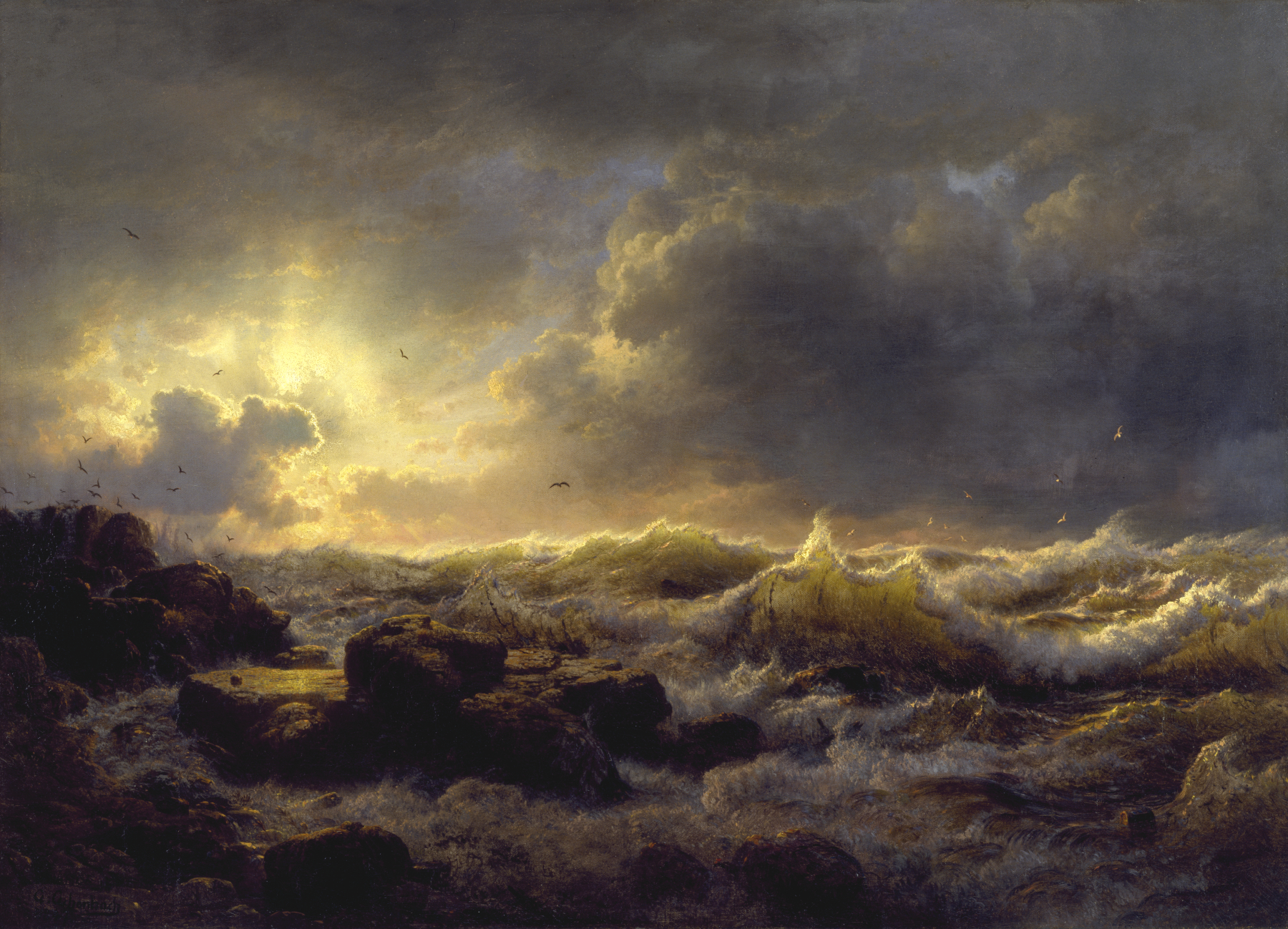
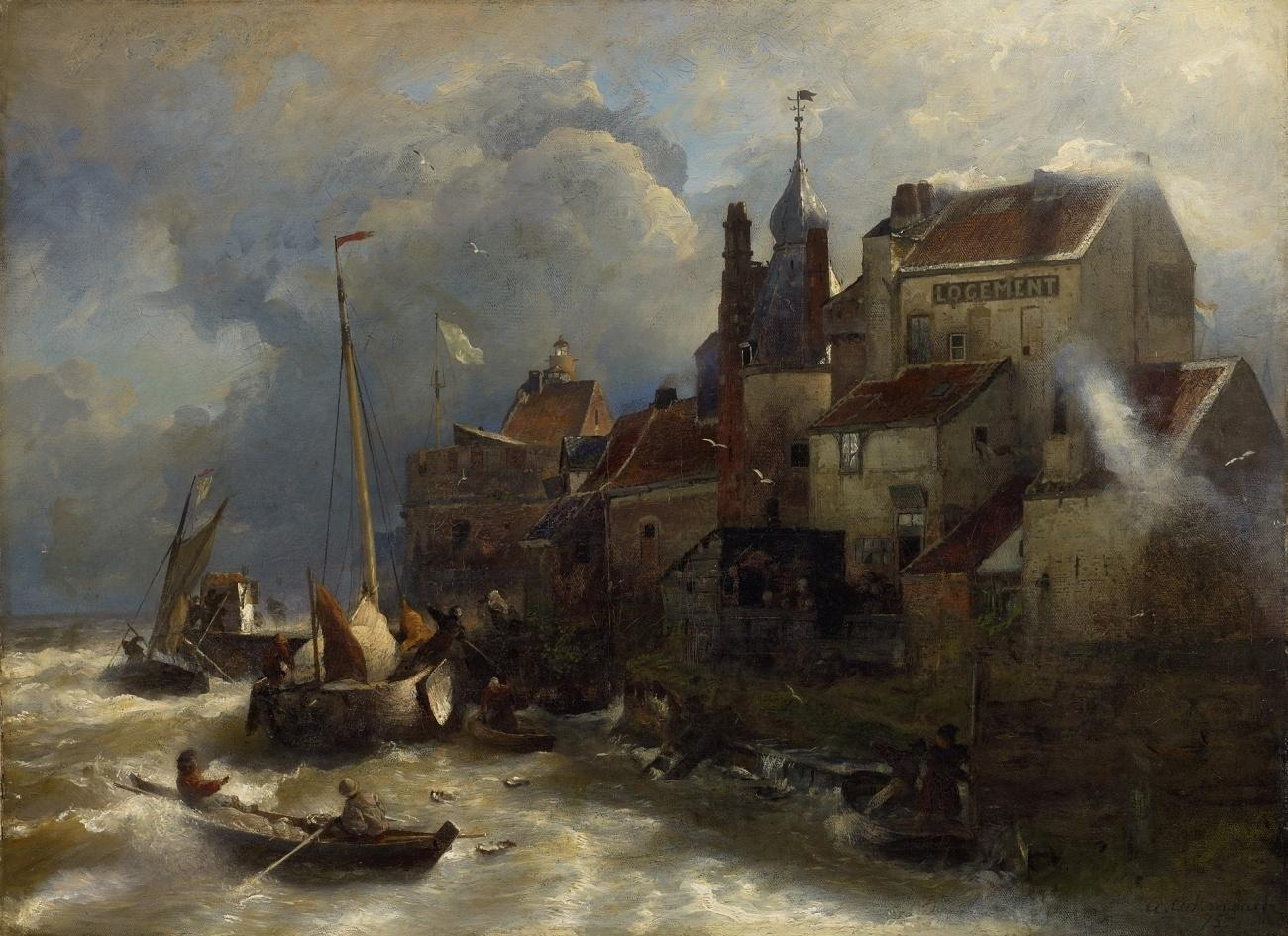
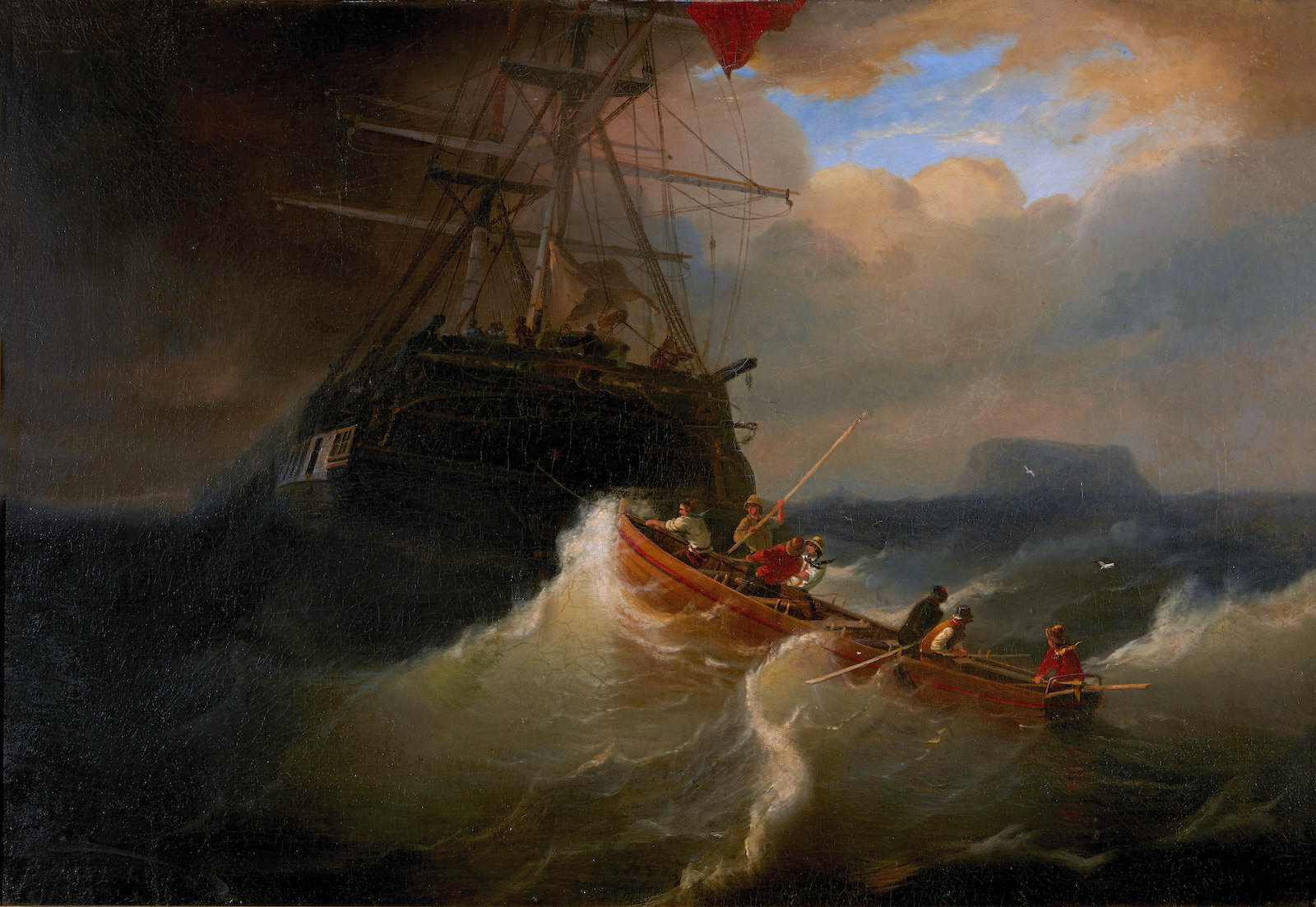
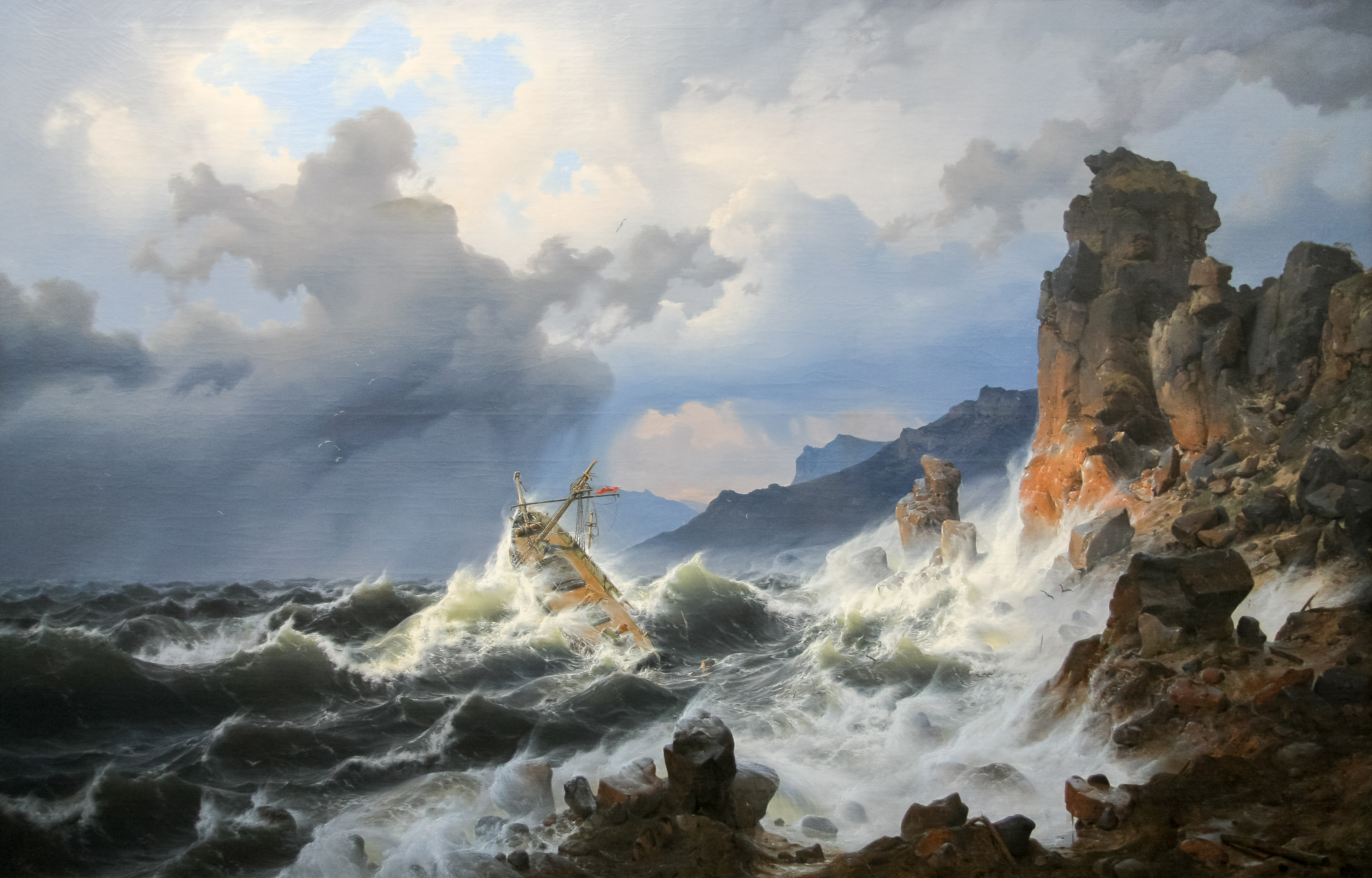

## جوائز
حصل على جوائز منها:
- وسام الاستحقاق للفنون والعلوم.